# 14 Pułk Artylerii Lekkiej (PSZ)
14 Pułk Artylerii Lekkiej (14 pal) – oddział artylerii lekkiej Polskich Sił Zbrojnych.

## Formowanie i przekształcenia organizacyjne
Sformowany wraz z macierzystą dywizją na mocy rozkazu Naczelnego Wodza nr 150/tjn. Org/45 z dnia 15 lutego 1945 roku. Pułk o trakcji ciągnionej wchodził w skład 4 Dywizji Piechoty w Wielkiej Brytanii. Osiągnął pod koniec maja 1945 r. stan etatowy 37 oficerów i 648 szeregowych. Oficerowie i podoficerowie oraz mała grupa kanonierów wywodziła się z jednostek artylerii dawnej 2 Dywizji Strzelców Pieszych przybyłych z internowania w Szwajcarii. Większość kanonierów wywodziła się z Polaków byłych jeńców z armii niemieckiej.  Z dniem 15 kwietnia 1947 roku, na podstawie rozkazu dowódcy I Korpusu Polskiego z 24 marca 1947 roku, jednostka została rozwiązana.

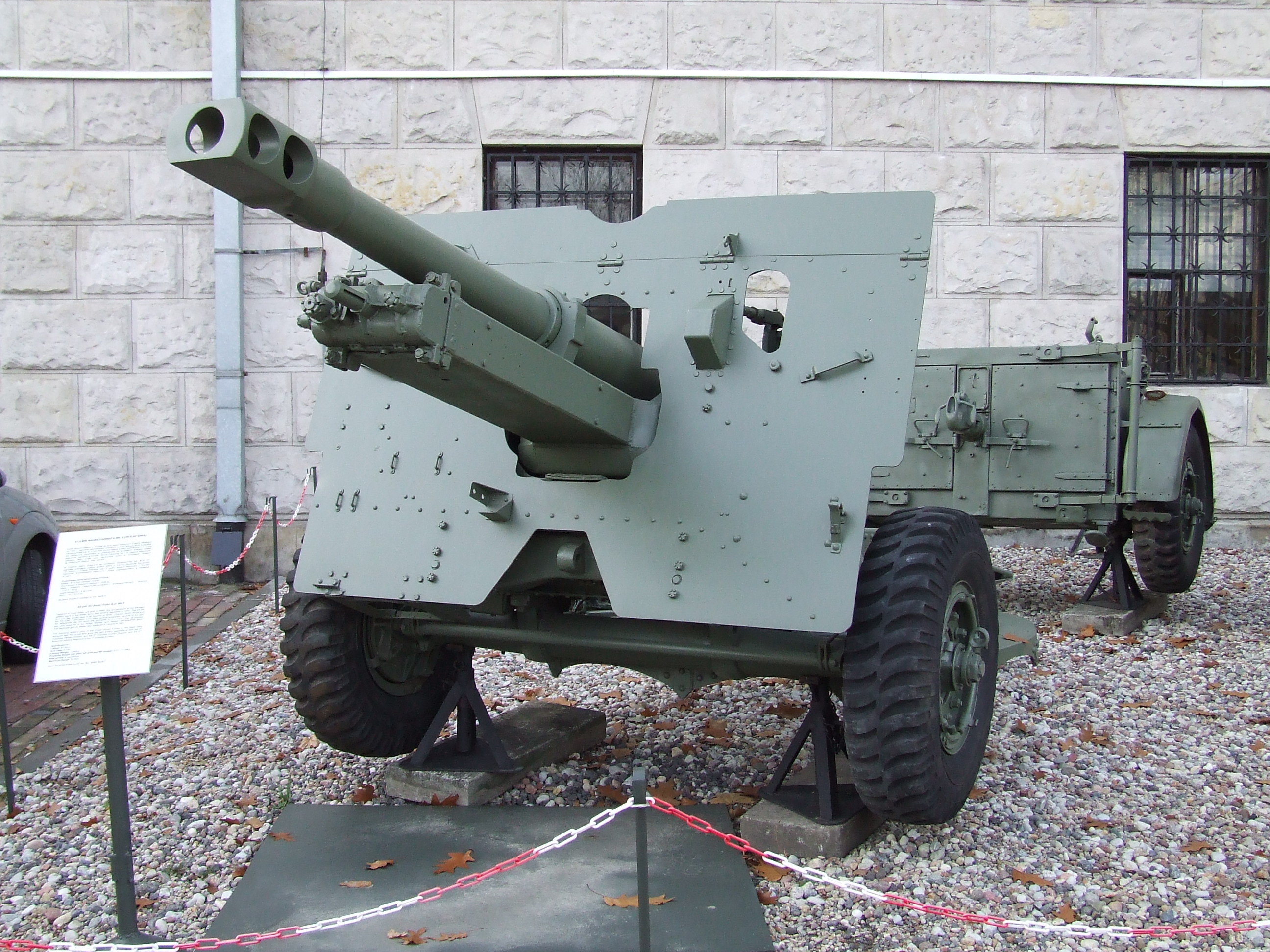
87,6 mm (25-funtowa) hba

## Organizacja i obsada personalna pułku[2]
Dowództwo
- dowódca – płk Klaudiusz Reder (do XI 1945), ppłk dypl. Stanisław Kuniczak (od XI 1945)
- zastępca dowódcy – ppłk dypl. Stanisław Kuniczak (do XI 1945), mjr Alojzy Kazimierz Krannerwetter (od XI 1945)
- kwatermistrz – mjr Tadeusz Kuphal, później mjr Julian Bilińkiewicz
- adiutant pułku – kpt. Jan Bukowski

- dowódca baterii dowodzenia – por. Bronisław Niklewski

- dowódca I dywizjonu – kpt. Józef Zbigniew Otfinowski
  - zastępca dowódcy dywizjonu – por. Mieczysław Sebastian
  - dowódca 1 baterii – por. Jan Strusiński
  - dowódca 2 baterii – por. Witold Chdroyć

- dowódca II dywizjonu – mjr Czesław Roman
  - zastępca dowódcy dywizjonu – kpt. Zbigniew Lityński
  - dowódca 3 baterii – por. Włodzimierz Białoskórski
  - dowódca 4 baterii – por. Józef Albrecht

- dowódca III dywizjonu – kpt. Józef Jan Korabiowski
  - zastępca dowódcy dywizjonu – kpt. Bogusław Osuchowski
  - dowódca 5 baterii – por. Maciej Krukowicz-Przedrzymirski
  - dowódca 6 baterii – por. inż. Włodzimierz Ramlau

Każda z sześciu baterii miała cztery 87,6 mm haubicoarmaty.